# Huangpu (Shanghái)
Huangpu (en chino, 黄浦; pinyin, Huángpǔ ⓘ) también conocida como Nueva Huangpu, es uno de los 16 distritos de Shanghái. Fue combinado de los antiguos distritos de Huangpu y Nanshi en 2000 para formar el nuevo Huangpu. Su área es de 20,41 km² y su población para 2020 superó los 660 mil habitantes, siendo uno de los distritos urbanos más densamente poblados del mundo.
El distrito de Huangpu se encuentra en el centro de Shanghái, República Popular China, a una orilla del Río Huangpu, del cual recibe su nombre. En la otra orilla del río está el distrito Pudong.

## Administración
El distrito de Huangpu se divide en 10 pueblos administrados en subdistritos.

## Historia

### Nanshi
El antiguo distrito de Nanshi, literalmente "ciudad sur ", fue el núcleo histórico de Shanghái. Incluye la ciudad antigua, amurallada, así como la zona portuaria cercana a ambos lados del río Huángpu. El condado de Shanghái se estableció a principios de la Dinastía Ming. Una muralla en la ciudad fue construida para mantener en raya a los Wakō, y de este muro de la dinastía Ming se define el alcance de la zona urbana de Shanghái para los próximos siglos. En 1842, la zona norte de la ciudad se estableció como la concesión británica en Shanghái. En ese momento, la concesión fue mencionada por los lugareños como "la ciudad del norte", mientras que la ciudad china amurallada fue la "ciudad del sur". A partir de esto nació el nombre Nanshi (chino: 南市, pinyin: Nánshì, literalmente "ciudad del Sur").

### Huangpu
El distrito de Huangpu de hoy está ubicado en gran medida del antiguo Acuerdo Internacional de Shanghái. En la última parte del siglo XIX y principios del siglo XX, esta zona se convirtió rápidamente en el centro comercial de Shanghái. Un acuerdo internacional la devolvió al gobierno chino en 1943. A partir de entonces, el Gobierno Municipal de Shanghái siempre ha estado ubicado en distrito de Huangpú.

## Clima
| Parámetros climáticos promedio de Huangpu (1971-2000) | Parámetros climáticos promedio de Huangpu (1971-2000) | Parámetros climáticos promedio de Huangpu (1971-2000) | Parámetros climáticos promedio de Huangpu (1971-2000) | Parámetros climáticos promedio de Huangpu (1971-2000) | Parámetros climáticos promedio de Huangpu (1971-2000) | Parámetros climáticos promedio de Huangpu (1971-2000) | Parámetros climáticos promedio de Huangpu (1971-2000) | Parámetros climáticos promedio de Huangpu (1971-2000) | Parámetros climáticos promedio de Huangpu (1971-2000) | Parámetros climáticos promedio de Huangpu (1971-2000) | Parámetros climáticos promedio de Huangpu (1971-2000) | Parámetros climáticos promedio de Huangpu (1971-2000) | Parámetros climáticos promedio de Huangpu (1971-2000) |
| Mes                                                   | Ene.                                                  | Feb.                                                  | Mar.                                                  | Abr.                                                  | May.                                                  | Jun.                                                  | Jul.                                                  | Ago.                                                  | Sep.                                                  | Oct.                                                  | Nov.                                                  | Dic.                                                  | Anual                                                 |
| ----------------------------------------------------- | ----------------------------------------------------- | ----------------------------------------------------- | ----------------------------------------------------- | ----------------------------------------------------- | ----------------------------------------------------- | ----------------------------------------------------- | ----------------------------------------------------- | ----------------------------------------------------- | ----------------------------------------------------- | ----------------------------------------------------- | ----------------------------------------------------- | ----------------------------------------------------- | ----------------------------------------------------- |
| Temp. máx. media (°C)                                 | 8.1                                                   | 9.2                                                   | 12.8                                                  | 19.1                                                  | 24.1                                                  | 27.6                                                  | 31.8                                                  | 31.3                                                  | 27.2                                                  | 22.6                                                  | 17.0                                                  | 11.1                                                  | 20.2                                                  |
| Temp. mín. media (°C)                                 | 1.1                                                   | 2.2                                                   | 5.6                                                   | 10.9                                                  | 16.1                                                  | 20.8                                                  | 25.0                                                  | 24.9                                                  | 20.6                                                  | 15.1                                                  | 9.0                                                   | 3.0                                                   | 12.9                                                  |
| Precipitación total (mm)                              | 50.6                                                  | 56.8                                                  | 98.8                                                  | 89.3                                                  | 102.3                                                 | 169.6                                                 | 156.3                                                 | 157.9                                                 | 137.3                                                 | 62.5                                                  | 46.2                                                  | 37.1                                                  | 1164.5                                                |
| Días de precipitaciones (≥ 1 mm)                      | 9.7                                                   | 10.3                                                  | 13.9                                                  | 12.7                                                  | 12.1                                                  | 14.4                                                  | 12.0                                                  | 11.3                                                  | 11.0                                                  | 8.1                                                   | 7.0                                                   | 6.5                                                   | 129                                                   |
| Horas de sol                                          | 123.0                                                 | 115.7                                                 | 126.0                                                 | 156.1                                                 | 173.5                                                 | 147.6                                                 | 217.8                                                 | 220.8                                                 | 158.9                                                 | 160.8                                                 | 146.6                                                 | 147.7                                                 | 1894.5                                                |
| Humedad relativa (%)                                  | 75                                                    | 74                                                    | 76                                                    | 76                                                    | 76                                                    | 82                                                    | 82                                                    | 81                                                    | 78                                                    | 75                                                    | 74                                                    | 73                                                    | 76.8                                                  |
| Fuente: 中国气象局 17 de marzo de 2009                |                                                       |                                                       |                                                       |                                                       |                                                       |                                                       |                                                       |                                                       |                                                       |                                                       |                                                       |                                                       |                                                       |